# Agrotis murina
Agrotis murina là một loài bướm đêm trong họ Noctuidae.